# Ford Explorer
El Ford Explorer es un modelo de SUV producido por la compañía Ford Motor Company desde el año modelo 1991. El Explorer, el primer SUV de cinco puertas fabricado por Ford, fue presentado como sustituto del Ford Bronco II de tres puertas. Similar al Ford Ranger, la gama de modelos proviene de un conjunto de equipos que se proporcionaba previamente en las camionetas de carga Ford F-Series. Desde 2020, el Explorer se transformó en el SUV más comercializado de la historia en el mercado de Estados Unidos.
En la actualidad, en su sexta generación, el Explorer ha sido presentada con una carrocería de cinco puertas desde su lanzamiento en 1990. En sus dos primeras generaciones, la gama de modelos también ofreció una carrocería de tres puertas (que sustituía directamente al Bronco II). La Ford Explorer Sport Trac es una camioneta de tamaño medio que proviene de la segunda generación del Explorer. La generación quinta y sexta del Explorer se fabricó bajo el nombre de Ford Police Interceptor Utility (en reemplazo del Ford Crown Victoria Police Interceptor y del Ford Police Interceptor Sedan).

## Primera generación (UN46; 1991)
El Ford Explorer se introdujo en marzo de 1990 como modelo de 1991 para reemplazar al Bronco II. Mientras Ford buscaba equilibrar la capacidad todoterreno con el uso familiar del vehículo, la Explorer experimentó importantes cambios de diseño con respecto a su predecesora, aunque aún conserva puntos en común con la camioneta mediana. Desde el compacto Bronco II (que se asemeja en tamaño a su antecesor de los años 60), el Explorer era un SUV de tamaño medio que rivalizaba directamente con el Jeep Cherokee y el Chevrolet S-10 Blazer. Para mejorar la competencia con ambos modelos, se implementó una carrocería de cinco puertas en el lanzamiento (presentada el mismo mes que el S-10 Blazer de cinco puertas), junto con la camioneta de tres puertas. La nueva carrocería de cinco puertas más amplia posibilitaba asientos posteriores de tres plazas. Para maximizar la utilización del espacio de carga, se suprimió el soporte tradicional de llantas de repuesto, dando paso a una disposición bajo el suelo.ediana Ranger.

## Segunda generación (UN105/UN150; 1995)
La segunda generación del Explorer pasó a incorporar suspensión delantera independiente, y su aspecto exterior ovalado se asemejaba al del resto de la gama estadounidense de Ford. El modelo fue reestilizado en dos etapas: la parte trasera en la línea 1998, y la delantera en la línea 1999.
Se mantuvieron las dos opciones de carrocería de la generación anterior. Casi al fin de su ciclo de vida, en el año 2001, se agregó una tercera carrocería llamada "Explorer Sport Trac". Es una pickup de doble cabina, que se mantuvo a la venta hasta el año 2010 al igual que una versión en tres puertas que solo salió en el año 2011 con frente diferente al igual que las calaveras SUV dos puertas. Con respecto a los motores, al motor V6 de 4.0 litros del Explorer I se añadió un V8 de 5.0 litros y 213 CV, más tarde potenciado a 218 CV.

## Tercera generación (U152; 2002)
El Ford Explorer de tercera generación salió a la venta en enero de 2001 para el año modelo 2002. Al someterse al primer rediseño completo desde su introducción, el Explorer puso fin a su modelo común directo con el Ford Ranger a favor de un diseño SUV especialmente diseñado. Tras una disminución en la demanda de SUV de tres puertas, Ford desarrolló la Explorer de tercera generación únicamente como una camioneta de cinco puertas; El Explorer Sport de tres puertas de la segunda generación continuó su producción hasta el año modelo 2003.
El objetivo principal detrás del desarrollo de la línea de modelos era hacer que el Explorer fuera más competitivo tanto en el mercado nacional como en el de exportación. Además de ajustar el vehículo para la conducción europea a mayor velocidad, Ford también comparó la línea de modelos con el Lexus RX300 y el Volkswagen Touareg (entonces en desarrollo). La división Lincoln-Mercury comercializó el Explorer de tercera generación, y Mercury presentó una segunda generación del Mercury Mountaineer; Lincoln ofreció su primera versión del Explorer, comercializando el Lincoln Aviator desde 2003 hasta 2005.

### Chasis
El Explorer de tercera generación (código de diseño U152) marcó un cambio importante en la línea de modelos, poniendo fin a los chasis comunes con el Ford Ranger. Si bien conserva la construcción de carrocería sobre bastidor, el chasis U152 se desarrolló específicamente para la Explorer de tercera generación (y sus homólogos Lincoln-Mercury). La distancia entre ejes se amplió ligeramente, a 113,7 pulgadas. Además de la tracción trasera, el Explorer de tercera generación se ofrecía tanto con tracción total como con tracción total permanente.
Tras el rediseño de la suspensión delantera del Explorer de la generación anterior, Ford rediseñó el diseño de la suspensión del eje trasero, reemplazando el eje trasero vivo de ballestas por un eje trasero independiente ubicado por dos semiejes (similar al chasis Ford MN12). La configuración independiente de 4 ruedas fue una novedad en las camionetas Ford Motor Company y los SUV del mercado estadounidense (con la excepción del Hummer H1 derivado del HMMWV). Al igual que en la generación anterior, los frenos de disco en las cuatro ruedas eran estándar con un sistema de frenos antibloqueo.

#### Tren motriz
Heredado de la generación anterior, el motor estándar era un V6 4.0 L de 210 hp. El V8 de 5.0 L de la generación anterior se retiró, y el Explorer adoptó un V8 Modular de 4.6 L de 239 hp como motor opcional (compartido con el Ford Crown Victoria/Mercury Grand Marquis); El Explorer fue el último Ford estadounidense con motor V8 que adoptó el motor de 4,6 L.
Para 2002, una transmisión manual de 5 velocidades era equipo estándar con el V6 de 4.0 L; el último año se ofreció una transmisión manual para la línea de modelos. Desde 2003 hasta 2005, la transmisión automática Ford 5R55 de 5 velocidades (anteriormente opcional para el 4.0 L V6) se combinó con el 4.0 L V6 y el 4.6 L V8.

### Cuerpo
En contraste con el Ford Explorer de segunda generación (una revisión importante de la línea de modelos de primera generación), el Ford Explorer de tercera generación fue un rediseño desde cero (poniendo fin a todas las carrocerías en común con la Ford Ranger). Ofrecida únicamente como una camioneta de cinco puertas, la línea de modelos recuperó varios elementos de diseño exterior de los Explorers de la generación anterior (pilares B y D oscurecidos, cuarto de vidrio en las puertas traseras); la parrilla y las luces traseras fueron elementos adoptados de la Ford Expedition más grande. El Ford Explorer 2002 introdujo un tema de diseño adoptado por múltiples vehículos Ford, incluido el Ford Expedition 2003, el Ford Freestar 2004 y la camioneta Ford Freestyle y el sedán Five Hundred 2005.
Con proporciones casi idénticas a las de las dos generaciones anteriores, la Explorer de tercera generación era una pulgada más corta, dos pulgadas más ancha y dos pulgadas más larga en distancia entre ejes. Se introdujeron varios cambios funcionales en el Explorer como parte del rediseño de la suspensión trasera. El cambio permitió un piso de carga trasero más bajo, agregando casi 10 pies cúbicos de espacio de carga adicional. Ofrecido en casi todas las versiones, un asiento plegable en la tercera fila se ofrecía como equipo estándar o como opción (ampliando los asientos a siete pasajeros). Para 2004, una configuración de asiento trasero tipo butaca se convirtió en una opción para los modelos de mayor nivel de equipamiento, incluida una segunda consola central (reduciendo los asientos a seis). Siguiendo el diseño de generaciones anteriores, la Explorer de tercera generación recibió nuevamente una puerta levadiza trasera de apertura múltiple, ampliando la apertura de la ventana trasera (cubierta parcialmente por un panel de relleno, que alberga el lavaparabrisas trasero).

## Cuarta generación (U251; 2006)
La cuarta generación del Explorer fue nombrada como "Camioneta de América del Norte del Año 2006". Para revertir la publicidad negativa que recibió por las demandas, fue equipada con suspensión independiente en las cuatro ruedas, así como elementos de seguridad activa tales como control de estabilidad y sistema de monitoreo de presión de neumáticos.
De nuevo, los dos motores son un V6 de 4.0 litros y un V8 de 4.6 litros, esta vez de 213 y 296 CV de potencia máxima. El Explorer Sport Trac de segunda generación se lanzó a principios de 2006, con idéntica gama de motores.

## Quinta generación (U502; 2011)
Para esta generación, el Explorer fue rediseñado con un chasis monocasco en lugar de un bastidor como en las generaciones anteriores. Se basa en el diseño de otros vehículos como la Edge y la Flex con motor delantero transversal. Otro cambio importante fue que Ford ya no usa motores V8 de 4.6 L, y como motorizaciones están el motor V6 Cyclone de 3.5 L con 290 hp y 255 lb-pie de torque y a partir de 2012 un EcoBoost L4 de 2.0 L con dos turbocargadores y una potencia de 240 hp y 279 lb-pie de torque, además ahora cuenta con tracción delantera a diferencia de los modelos anteriores por la cual dificulta el arrastre de remolques como embarcaciónes o casas rodantes. También cuenta con el nuevo sistema 4x4 Terrain Management System, con el que se puede ajustar la tracción para conducción en carretera, lodo, arena y nieve al girar una perilla. La transmisión es automática de 6 velocidades con modo manual. Las dimensiones son 229.1 cm de ancho, 13.7 cm más ancho que el modelo anterior; y de largo 500.6 cm, 9.4 cm más larga que la cuarta generación. Aún conserva espacio para 7 pasajeros. Fue nombrado SUV del año 2011 en América del Norte. Para 2013 se agregó un motor EcoBoost V6 3.5 L con 360 HP.

## Ford Explorer Interceptor

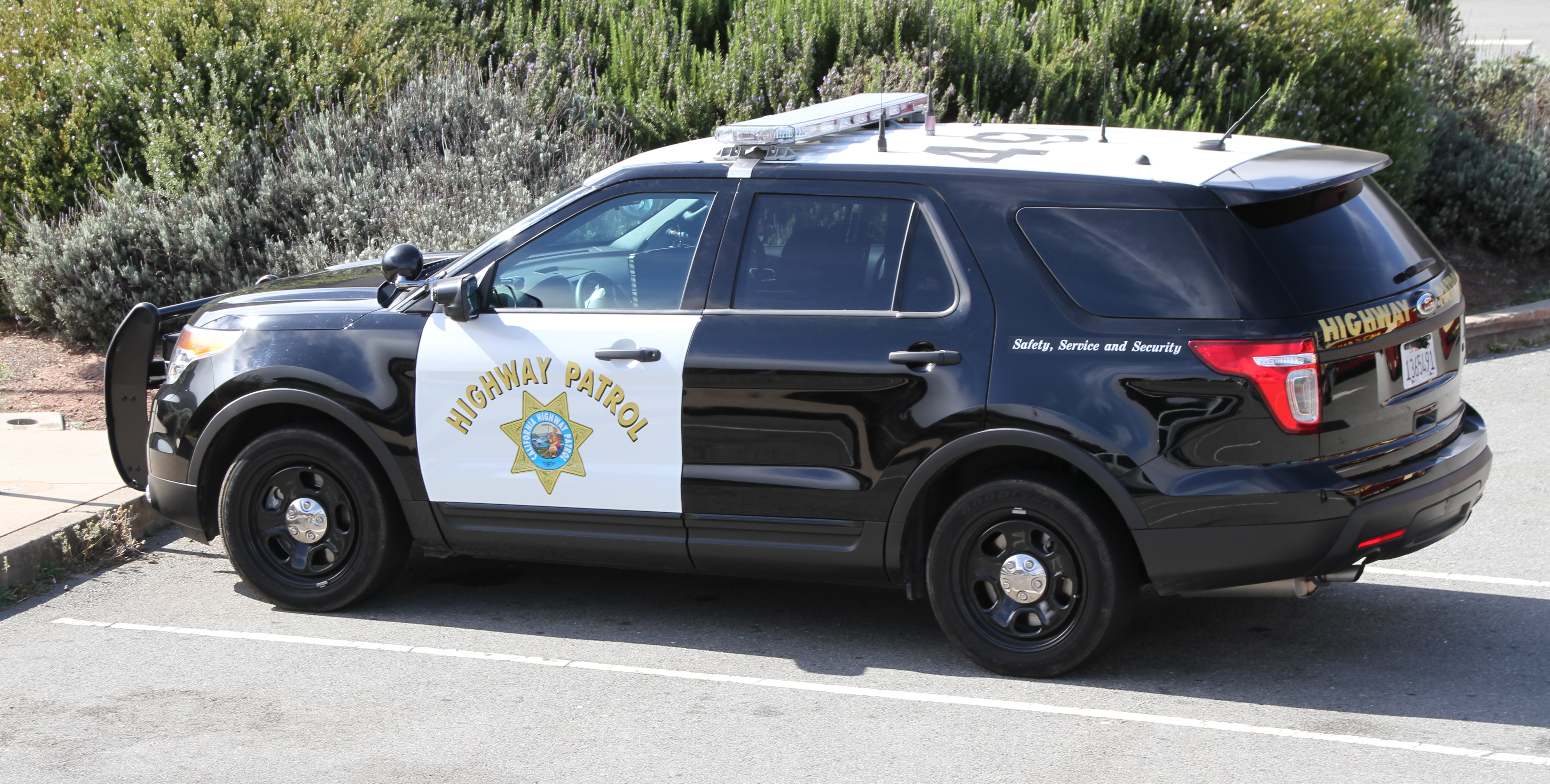
Un Ford Explorer Interceptor, perteneciente al California Highway Patrol

Es una modificación para el uso de las labores policiales, están dotadas con equipo de última generación para patrullajes regulares y persecución. Es utilizado mayormente en los Estados Unidos Y Canadá 
- Datos: Q598084
- Multimedia: Ford Explorer / Q598084